# عوامل اخراج و فرار ۱۹۴۸ فلسطینیان

مردی درحال تماشای مدرسه اردوگاه آوارگان در دمشق، سوریه(۱۹۴۸)

در طول جنگ فلسطین در سال ۱۹۴۸ که در آن دولت اسرائیل تأسیس شد، حدود ۷۰۰٬۰۰۰ عرب فلسطینی یا ۸۵ درصد از کل جمعیت سرزمینی که اسرائیل به تصرف خود درآورده بود فرار کردند یا توسط نیروهای اسرائیلی از خانه‌های خود اخراج شدند.  علت‌های این آوارگی جمعی موضوعی است که در میان مورخان، روزنامه نگاران و مفسران بر سر آن جدل فراوانی وجود دارد.

## طرح کلی بحث تاریخی

### مواضع و انتقادات ابتدایی
در دهه‌های اول پس از خروج دو مکتب تحلیلی کاملاً متضاد پدید آمد. اسرائیل مدعی شد که فلسطینی‌ها به این دلیل ترک کردند که رهبران خودشان که عمداً آنها را به وحشت انداخته بودند تا میدان را برای جنگ خالی کنند، در حالی که اعراب مدعی بودند که آنها توسط نیروهای صهیونیستی که عمداً آنها را به وحشت انداخته بودند با زور اسلحه اخراج شدند. .

#### دیدگاه عربی
فلسطینی ها از اخراج خود در سال 1948 به عنوان نکبه یاد می کنند که فاجعه عربی است.دیدگاه اعراب این است که فلسطینی‌ها توسط نیروهای صهیونیست اخراج شدند و خروج سال ۱۹۴۸ تحقق رؤیای دیرینه صهیونیست‌ها برای پاکسازی قومی فلسطین بود تا این سرزمین به کشوری با اکثریت یهودی تبدیل شود.  نور مصلحه و ولید خالدی خاطرنشان می‌کنند که ایده انتقال جمعیت عرب فلسطین به سایر کشورهای عربی در سال‌های قبل از مهاجرت در میان صهیونیست‌ها رایج بود. در سال ۱۹۶۱، خالدی استدلال کرد که نقشه دالت، طرح نظامی صهیونیست‌ها که در آوریل و مه ۱۹۴۸ اجرا شد، با هدف بیرون راندن فلسطینی‌ها انجام شد. 

#### دیدگاه اسرائیل
خاخام‌هایم سایمونز در سال ۱۹۸۸ نشان داد که رهبران صهیونیست در قیمومیت فلسطین «انتقال» (حسن تعبیری برای پاکسازی قومی) اعراب از این سرزمین را امری حیاتی می‌دانستند. او به این نتیجه رسید که این در واقع یک سیاست است و رهبری رژیم صهیونیستی جایگزین مناسبی برایش ندارد. 
در آن زمان، مورخان صهیونیست عموماً درخواست‌های ادعایی رهبران عرب برای تخلیه گسترده را به دوره قبل از اعلام دولت اسرائیل نسبت دادند.  آنها عموماً معتقد بودند که پس از آن دوره، اخراج به سیاست استاندارد تبدیل شد و به صورت سازمان یافته انجام شد.  همان‌طور که در زیر توضیح داده شد، روایت‌های ارائه شده تحت تأثیر انتشار اسنادی که قبلاً دیده نشده بود در دهه ۱۹۸۰ بوده‌است.
فیلیپ مندز در بررسی سال ۲۰۰۰ به دیدگاه رایج یهودیان اشاره کرد که «... این یک واقعیت مطلق بود که اعراب فلسطینی در سال ۱۹۴۸ به دستور رهبران خود ترک کردند و اسرائیل به شدت تلاش کرد آنها را متقاعد کند که بمانند. " مندز سپس کار موریس جدید بنی موریس را بر اساس این اسناد تازه منتشر شده و تأثیر او بر بحث بررسی می‌کند و به این نتیجه می‌رسد که در حالی که چنین نویسندگان صهیونیستی به درک سنتی مهاجرت فلسطینی‌ها می‌افزایند، استدلال‌های آنها توضیح چندعلّی موریس را رد نمی‌کند. 

#### نقد مواضع سنتی
گلیزر همچنین می‌گوید: «افکار عمومی اسراییل بر این باور است که همان‌طور که اعراب برای کشتار یهودیان برنامه‌ریزی کردند، زمانی که یهودیان پیروز شدند، اعراب فرار کردند، زیرا می‌ترسیدند که رفتار مشابهی با آنها شود».
گلیزر در مقاله خود در سال ۱۹۸۱ در سطح جهانی نوشت: «هم فلسطینی‌ها و هم سخنگویان و طرفداران اسرائیل به دنبال پیوند دادن رویدادهای ۱۹۴۸ با ادعای خود در مورد سرزمین امروز هستند.» او ادعا می‌کند که یکی از «مشکل اساسی [مشکل موضوع، پرداختن به] با مورخانی است که آشکارا سوگیری دارند» و سعی می‌کنند عوامل مؤثر بر این موضوع را شناسایی کنند. 

### گشوده شدن آرشیوها
در دهه ۱۹۸۰ اسرائیل و بریتانیا بخشی از آرشیوهای خود را برای تحقیق توسط مورخان گشودند. این امر به تحلیل انتقادی و واقعی تر از وقایع ۱۹۴۸ یاری رساند. در نتیجه شرح مفصل‌تر و جامع‌تری از هجرت فلسطینی‌ها منتشر شد، به‌ویژه تولد مشکل پناهندگان فلسطینی موریس. موریس چهار موج پناهجویان را متمایز می‌کند که موج دوم، سوم و چهارم با حملات نظامی اسرائیل، زمانی که فلسطینیان عرب از جنگ فرار کردند، وحشت کرده بودند یا اخراج شدند، مصادف بود.
سندی که توسط سرویس اطلاعاتی نیروهای دفاعی اسرائیل با عنوان «هجرت اعراب فلسطین در دوره ۱/۱۲/۱۹۴۷ – ۱/۶/۱۹۴۸» تهیه شد، در تاریخ ۳۰ ژوئن ۱۹۴۸ انتشار یافت و در حدود سال ۱۹۸۵ به‌طور گسترده شناخته شد.
این سند ۱۱ عاملی را که باعث مهاجرت شده‌اند را شرح می‌دهد و آنها را «به ترتیب اهمیت» فهرست می‌کند:
1. عملیات مستقیم و خصمانه یهودیان [ هاگانا / اسرائیل ] علیه شهرک‌های عرب.
2. تأثیر عملیات خصمانه ما [هاگانا/ ارتش اسرائیل] علیه شهرک‌های نزدیک [عربی]... (... به ویژه سقوط مراکز بزرگ همجوار).
3. عملیات مخالفان [یهودی] [ Irgun Tzvai Leumi و Lohamei Herut Yisrael ]
4. دستورها و فرمان‌های نهادها و دسته‌های عرب  [نامنظم].
5. عملیات نجوای یهودیان [جنگ روانی] با هدف ترساندن ساکنان عرب.
6. دستورات اخراج نهایی [توسط نیروهای یهودی]
7. ترس از پاسخ [تقابلی] یهودیان [پس از] حمله بزرگ اعراب به یهودیان.
8. ظهور گروهک‌ها [نیروهای نامنظم عرب] و جنگجویان غیر محلی در مجاورت یک روستا.
9. ترس از حمله اعراب و پیامدهای آن [عمدتاً نزدیک مرزها].
10. روستاهای عرب نشین منزوی در مناطق کاملاً [عمدتاً] یهودی.
11. عوامل مختلف محلی و ترس عمومی از آینده.[۱۲]

به گفته شی هزکانی "در دو دهه گذشته، به دنبال واکنش‌های قوی (دربارهٔ علت نکبت) ناشی از انتشار کتاب‌های نوشته شده توسط کسانی که " مورخین نوین " نامیده می‌شوند، بایگانی اسرائیل دسترسی به بسیاری از محتواهای مجادله برانگیز را لغو کرد. اسناد اسراییلی بایگانی شده که اخراج فلسطینیان، قتل عام یا تجاوز به عنف سربازان اسرائیلی، همراه با سایر رویدادهایی که از سوی تشکیلات شرم آور تلقی می‌شد را گزارش می‌کند، به عنوان " فوق سری" از نو طبقه‌بندی شدند.

## مفهوم انتقال در صهیونیسم
بحث دربارهٔ «ایده انتقال» در صهیونیسم سیاسی از دهه ۱۹۸۰ زمانی که اسرائیل اسناد مربوط به دوره جنگ اعراب و اسرائیل در سال ۱۹۴۸ را از طبقه‌بندی خارج کرد و به اصطلاح مورخان نوین شروع به انتشار مقالات و کتاب‌هایی بر اساس این اسناد کردند، رایج شد. «مفهوم انتقال» صهیونیستی مورد استناد نویسندگان فلسطینی مانند نور مصلحه و ولید خالدی برای پشتیبانی از استدلال آنها مبنی بر اینکه یشوف صهیونیستی از سیاست اخراج پیروی کرد، قرار گرفته‌است و توسط طیفی از نویسندگان اسرائیلی از جمله سیمونز و سیمها فلاپان نیز تکرار شده‌است. دیگر مورخان اسرائیلی، مانند موریس، این ایده را رد می‌کنند که تفکر «انتقال» منجر به سیاست اخراج سیاسی شده‌است، اما توضیح می‌دهند که ایده انتقال در عمل توسط رهبران جریان اصلی صهیونیستی، به ویژه دیوید بن گوریون تأیید شده‌است . منتقدان نظریه «اصل انتقال» به سخنان رهبری صهیونیستی اشاره می‌کنند که علناً همزیستی با اعراب را تبلیغ می‌کردند، اما در خلوت برنامه‌های خود را مطرح می‌کردند یا از طرح‌هایی حمایت می‌کردند که شامل انتقال اعراب از فلسطین می‌شد.

## توضیح «طرح جامع»
ولید خالدی، مورخ فلسطینی، بر اساس ایده رایج انتقال که در سال ۱۹۴۸ رخ داد، در سال ۱۹۶۱ نظریه ای را ارائه کرد که بر اساس آن، خروج فلسطینیان از قبل توسط رهبری صهیونیست‌ها برنامه‌ریزی شده بود. 

## تحلیل چهار موج موریس
بنی موریس در روزنامه ایرلندی تایمز فوریه ۲۰۰۸ تحلیل خود را اینگونه خلاصه کرد: «بیشتر ۷۰۰٬۰۰۰ «پناهنده» فلسطینی به دلیل جنگ از خانه‌های خود گریختند (و به این امید که به زودی در پس مهاجمان پیروز عرب به خانه‌های خود بازگردند). اما این نیز درست است که ده‌ها مکان از جمله لیدا و رمله وجود داشت که جوامع عرب توسط سربازان یهودی از آنجا بیرون رانده شدند." در تولد دوباره مشکل پناهندگان فلسطینی، موریس مهاجرت فلسطینیان را به چهار موج و یک پیامد تقسیم کرد: موریس بر خلاف علت غیرمستقیم پیشنهادی خود برای «ایده انتقال» برای هر یک موج به‌طور جداگانه عللی مستقیم را تحلیل می‌کند.

## تجزیه و تحلیل دو مرحله ای
«توضیح دو مرحله‌ای» که توسط یوآو گلبر ارائه شد، وقایع سال ۱۹۴۸ را با تفکیک دو مرحله در هجرت ترکیب می‌کند. قبل از اولین آتش‌بس (۱۱ ژوئن - ۸ ژوئیه ۱۹۴۸)، مهاجرت را در نتیجه ساختار اجتماعی در حال فروپاشی عرب که آمادگی مقاومت در برابر جنگ داخلی را نداشت و رفتار نظامی توجیه‌کننده یهودیان توضیح می‌دهد. پس از آتش‌بس، ارتش اسرائیل حملات متقابلی را علیه نیروهای متجاوز آغاز کرد. گلبر هجرت در این مرحله را در نتیجه اخراج‌ها و کشتارهای ارتش اسرائیل در جریان عملیات دانی و لشکرکشی به جلیل و نقب توضیح می‌دهد.

## توضیح «تأیید فرار توسط رهبران عرب».

### توضیحاتی مبنی بر تحریک یا موجب شدن این فرار توسط رهبران عرب
منابع رسمی اسرائیل، مقامات وقت، گزارش‌های همدلانه در مطبوعات خارجی و برخی از مورخان ادعا کرده‌اند که فرار پناهندگان توسط رهبران عرب تحریک شده‌است، اگرچه تقریباً هیچگاه هیچ منبع اولیه ای برای آن ذکر نشده‌است.  یوسف ویتز در اکتبر ۱۹۴۸ نوشت: "کوچ اعراب از سرزمین اسرائیل ناشی از آزار و اذیت، خشونت، اخراج نبود… [این] یک تاکتیک جنگی از سوی اعراب بود… افرایم کارش مورخ اسرائیلی نوشت: "منطق این سیاست ظاهراً این بود که "نبود زنان و کودکان از فلسطین مردان را برای جنگ آزاد می‌کند"، همان‌طور که عبدالرحمن عزام، دبیرکل اتحادیه عرب بیان کرد. آی تی." کرش در کتاب خود با عنوان «درگیری اعراب و اسرائیل: جنگ فلسطین ۱۹۴۸» به نقش مهم و فعال کمیته عالی عرب در خروج از حیفا، طبریه و یافا به عنوان بخش مهمی از درک آنچه او «تولد مشکل پناهندگان فلسطینی» می‌خواند، اشاره کرد.

### یادداشت
1. ↑  تعداد دقیق پناهندگان محل مناقشه است List of estimates of the 1948 Palestinian expulsion and flight را برای جزئیات ببینید.